# Aremark
Aremark è un comune norvegese della contea di Østfold. Capoluogo del comune è il villaggio di Fosby.

## Economia
L'agricoltura e la silvicoltura sono le due maggiori attività economiche dell'area.